# Guns of Icarus Online
Guns Of Icarus Online — компьютерная игра в жанре многопользовательского симулятора боевого дирижабля. Выполнена в стилистике дизельпанка. Создана независимым разработчиком Muse Games, базирующимся в Нью-Йорке, США в 2012 году. Игра распространяется через сервис цифровой дистрибуции Steam.

## История создания
Игра является развитием идей вышедшей 4 ноября 2009 года оригинальной игры Guns Of Icarus (сейчас известна как Flight of the Icarus). 29 декабря 2011 года был запущен Kickstarter-проект с целью частичного финансирования разработки многопользовательского продолжения Guns Of Icarus для PC. Проект завершился успешно: было собрано $35,237, вместо предполагаемых $10,000. Игра вступила в стадию закрытого бета-тестирования 10 апреля 2012 года, открытый бета-тест проводился с августа 2012 года. Финальная версия игры появилась в каталоге сервиса Steam 29 октября 2012 года. С конца 2013 велась разработка кооперативной PvE сопутствующей игры Guns of Icarus Alliance (ранее позиционированной как DLS), она была выпущена 31 марта 2017 года.
Релиз игры на PlayStation 4 состоялся 1 мая 2018 года. Реализована полная кросс-платформа с PC версией игры, включая голосовые чаты.

## Игровой процесс
Игра представляет собой командный симулятор боевого дирижабля. Характерное отличие игры от других симуляторов в том, что сам игрок является не «кораблем», а одним из четырёх членов экипажа. Игра имеет стандартное для шутеров управление и вид от первого лица с возможностью переключиться на вид от третьего лица. Игрок может выбрать для себя один из трёх классов: пилота, стрелка и инженера. Каждый класс имеет четко обозначенную роль и инструменты, необходимые для её выполнения. К примеру пилот, благодаря разнообразию инструментов, облегчающих управление кораблем имеет явные преимущества за штурвалом. В то время как инженер имеет больше места для ремонтного оборудования, а стрелок для специальных боеприпасов. На палубе корабля расположены жизненно важные системы, которые в случае повреждения нуждаются в починке, а также орудийные точки для ведения боя. Перед боем капитан может выбрать корабль и оснастить его. Корабли обладают различными характеристиками и огневой мощью. Все корабли ведут себя в соответствии с законами физики и соответственно реагируют на повреждения. Повреждённые двигатели или пробитый баллон влияют на ходовые качества корабля, а песчаная буря выводит из строя бортовые орудия.
В PvP режиме Guns of Icarus Online участвуют две команды, красная и синяя, в зависимости от размера игрового лобби каждая команда включает от 2 до 4 кораблей, экипаж каждого при этом до четырех игроков. Цель игры варьируется в зависимости от выбранного режима и как правило состоит в уничтожение кораблей вражеской команды или захвата контрольных точек(точки).
В PvЕ режиме Guns of Icarus Alliance все игроки объединены в одну команды, в зависимости от размера игрового лобби команда включает от 1 до 4 кораблей, экипаж каждого при этом до четырех игроков. PvE имеет собственные уникальные режимы игры которые включают в себя такие действия как защиту базы, уничтожение вражеских баз, перехват вражеских кораблей, проникновение, возврат грузов, сражения с босс-кораблями.
Помимо PvE режима, Guns of Icarus Alliance внесла систему войны шести фракций, в которой игроки играют в матчи и зарабатывают очки снабжения, чтобы их фракция могла захватить или защитить территории на карте игрового мира.

## Отзывы
| Сводный рейтинг    | Сводный рейтинг |
| Агрегатор          | Оценка          |
| ------------------ | --------------- |
| GameRankings       | 70,60 %         |
| Metacritic         | 64/100          |
| Иноязычные издания |                 |
| Издание            | Оценка          |
| IGN                | 73/100          |

Guns of Icarus Online получила смешанные положительные отзывы после релиза. На Metacritic она оценена как 64/100, на GameRankings 70.60%.
Летом 2018 года, благодаря уязвимости в защите Steam Web API, стало известно, что точное количество пользователей сервиса Steam, которые играли в игру хотя бы один раз, составляет 2 424 726 человек.